# 高橋安麻呂
高橋 安麻呂（たかはし の やすまろ）は、奈良時代の貴族。官位は従四位下・右大弁。

## 経歴
養老2年（718年）従五位下に叙爵し、養老4年（720年）宮内少輔に任ぜられる。
神亀元年（724年）2月聖武天皇の即位後に行われた叙位にて従五位上に昇叙される。同年3月に海道（太平洋沿岸地域）の蝦夷が反乱を起こして陸奥大掾・佐伯児屋麻呂を殺害したことから、4月に反乱鎮圧のための遠征軍を派遣することになり、持節大将軍・藤原宇合に次いで安麻呂は副将軍に任ぜられる。反乱鎮圧はある程度の成果を収めたらしく、11月に遠征軍は帰京して、翌神亀2年（725年）正月には遠征に従事した者に対する叙位・叙勲が行われ、安麻呂は正五位下・勲五等に叙せられた。
天平4年（732年）右中弁に任ぜられる。のち、美作守・阿倍帯麻呂が何者かと共謀して4人を殺害したことから、被害者の一族が太政官に対して訴えを起こす。しかし、この訴訟を担当した右大弁・大伴道足、右中弁・高橋安麻呂ら6人は審理を行わず放置したことから、天平7年（735年）になって6人は怠慢の罪により処罰されることとなり全員これを承服するが、聖武天皇の詔によりいずれも赦免されている。
その後右大弁を務める一方で、天平9年（737年）正五位上、天平10年（738年）従四位下と昇進する。同年12月に大宰大弐に任ぜられ、同時に大宰少弐となった藤原広嗣と共に大宰府に下向した。この任官については、政権批判を強めていた式家閥の有力官人を平城京から遠ざけるという、大納言・橘諸兄の政権強化策の一環とする見方がある。なお、藤原広嗣は2年後の天平12年（740年）に九州で藤原広嗣の乱を起こして敗死しているが、乱における安麻呂の動静は明らかでない。

## 官歴
『続日本紀』による。
- 時期不詳：正六位上
- 養老2年（718年） 正月5日：従五位下
- 養老4年（720年） 10月9日：宮内少輔
- 時期不詳：宮内大輔
- 神亀元年（724年） 2月22日：従五位上。4月7日：征夷副将軍
- 神亀2年（725年） 閏正月22日：正五位下、勲五等
- 天平4年（732年） 9月5日：右中弁
- 天平9年（737年） 9月28日：正五位上
- 天平10年（738年） 正月13日：従四位下。12月4日：大宰大弐
- 時期不詳：右大弁[5]